# Antiblemma uncinata
Antiblemma uncinata är en fjärilsart som beskrevs av Felder 1874. Antiblemma uncinata ingår i släktet Antiblemma och familjen nattflyn. Inga underarter finns listade i Catalogue of Life.